# مارك ويلف
مارك ويلف (بالإنجليزية: Mark Wilf)‏ هو شخصية أعمال أمريكي، ولد في 1962.